# Лонгојо-Мобијано (Лука)
Лонгојо-Мобијано је насеље у Италији у округу Лука, региону Тоскана.
Према процени из 2011. у насељу је живело 81 становника. Насеље се налази на надморској висини од 417 м.